# Kénitra (provincie)
Kénitra is een provincie in de Marokkaanse regio Rabat-Salé-Kénitra.
Kénitra telt 1.167.301 inwoners op een oppervlakte van 4745 km².

## Grootste plaatsen
| Plaats              | Inwoners (1994) | Inwoners (2004) |
| ------------------- | --------------- | --------------- |
| Kénitra             | 291.688         | 359.142         |
| Sidi Slimane        | 69.595          | 78.060          |
| Ben Mansour         | 42.661          | 51.874          |
| Souk el Arbaâ       | 37.190          | 43.392          |
| Beni Malik          | 36.269          | 43.282          |
| Ameur Seflia        | 36.187          | 41.093          |
| Sidi Mohamed Lahmar | 30.112          | 36.125          |
| Sidi Yahya el Gharb | 29.949          | 31.705          |
| Dar Bel Amri        | 27.421          | 31.453          |
| Oulad H'Cine        | 25.971          | 27.972          |
| Arbaoua             | 25.260          | 29.645          |
| Mograne             | 24.263          | 26.966          |
| Mnasra              | 23.914          | 29.354          |
| Bahhara Oulad Ayad  | 22.178          | 27.488          |
| Souk Tlet el Gharb  | 21.152          | 22.416          |
| Kceibya             | 19.914          | 23.218          |
| Lalla Mimouna       | 19.843          | 24.833          |
| Boumaiz             | 19.254          | 20.419          |

Ben Slimane · Khouribga · Settat · El Jadida · Safi · Boulmane · Fez · Moulay Yacoub · Sefrou · Kénitra · Sidi Kacem · Casablanca · Médiouna · Mohammedia · Nouaceur · Assa-Zag · Guelmim · Tan-Tan · Tata · Boujdour · Es-Semara · Lâayoune · Al Haouz · Chichaoua · Essaouira · Kelâat Es-Sraghna · Marrakech · Al Ismaïlia · El Hajeb · Errachidia · Ifrane · Khénifra · Meknès · Berkane · Figuig · Jerada · Driouch · Nador · Oujda-Angad · Taourirt · Aousserd · Oued ed Dahab · Khémisset · Rabat · Salé · Skhirat-Témara · Agadir-Ida-Ou-Tanane · Inezgane-Aït Melloul · Chtouka-Aït Baha · Ouarzazate · Taroudant · Tiznit · Zagora · Azilal · Béni-Mellal · Chefchaouen · Fahs-Bni Mkada · Larache · Tanger-Asilah · Tétouan · Al Hoceima · Taounate · Taza